# Milk in Another World
Milk in Another World（ミルクのもうひとつの世界）は、山本ルンルンによる漫画。

## 概要
『朝日中学生ウイークリー』の紙面上で2007年から2012年まで連載。山本ルンルンの作品の特徴であるフルカラーで描かれている。また、『マシュマロ通信』・『宇宙の白鳥』に続く3作目の英語で描かれた作品であり、漫画の右に日本語訳が書かれている。また、主人公のミルクは同作者の絵本『レモンとミルクのいまなんじ?』（ポプラ社 / 2007年10月24日発売）にも登場している。

## あらすじ
人間の少年のミルクは、キノコ狩りの最中に切り株の中に落ちてしまう。どんどん転がった末にたどり着いた先は、個性的な住人が住むもうひとつの世界だった。

## 登場人物
ミルク
本作の主人公。元は人間の少年だったが、切り株の中に落ちて、もう1つの世界にたどり着く。その際、姿が白いウサギに変わっている。素直な性格で、元の世界に戻れないと嘆いていたときに「なら、ここに住めばいいんだよ!」と言われ納得していた。現在、家を見つけてそこに住んでいる。来たばかりなのでその世界の常識を知らなかったり、不安になったこともあるが、仲間に励まされながら楽しく暮らしている。また、ヨーヨーが得意。
ベロニカ
犬に似た姿をしている女の子。ミルクがもう1つの世界で初めて会った住人。多少天然ボケで、少し腹黒い面もある。料理が得意で、よくみんなにご馳走している。
アイリス
気が強くておしゃまな女の子。白くて、ふわふわの綿のような姿をしている。気が強く、面倒見が良い。
パセリ
のんびり屋の楽天家の男の子。ちゃっかりした面もある。羽があり、住人のなかで唯一飛ぶことができる。
アナナス
読書家で、がめつい面のある女の子。寂しがりやな面もある。家は切り株の中にある。
ギボウシ
たそがれの吟遊詩人。彫刻をしたり、哲学的な詩をギターを弾きながら歌ったりと多才である。
フロックス
根暗でイジイジ。ネズミに似た姿をしている男の子。みんなの生活に必要なあらゆるものをどこからか調達してきてくれる（例：食べ物・本）。また、歌がうまい。